# Theodor Escherich
Pour les articles homonymes, voir Escherich.
Theodor Escherich (Ansbach, Moyenne-Franconie, 29 novembre 1857 - Vienne, Autriche-Hongrie, 15 février 1911) est un pédiatre et bactériologiste austro-allemand, qui enseigne dans les universités de Munich, Graz et Vienne. Il découvre et décrit la bactérie Escherichia coli.

## Biographie

### Famille et éducation
Theodor Escherich est né à Ansbach en Bavière. Il est le plus jeune enfant du médecin Ferdinand Escherich (1810−1888) et de la seconde épouse de ce dernier, Maria Sophie Frederike von Stromer von Reichenbach, fille d'un colonel de l'armée bavaroise. Son père est le médecin chef du district d'Ansbach et également statisticien médical s'intéressant notamment aux taux élevés de mortalité néonatale. Sa mère décède alors qu'il n'a que cinq ans. Cinq ans plus tard Ferdinand Escherich déménage à Wurtzbourg pour y reprendre son ancien poste de médecin chef du district et se marie pour la troisième fois. À l'âge de douze ans, Theodor Escherich est envoyé dans un internat tenu par des jésuites à Feldkirch (Autriche) pour une durée de trois années. Il termine ses études secondaires à Wurtzbourg au Gymnasium et y obtient son Abitur en 1876.
Il effectue six mois de service militaire en 1876 à Strasbourg. Escherich commence ses études médicales durant l'hiver de la fin 1876 à l'Université de Wurtzbourg. Il les poursuit dans les universités de Kiel, de Berlin et de Wurtzbourg et obtient son diplôme à Munich en 1881.

### Carrière médicale (1882−1884)
Escherich sert d'abord dans un hôpital militaire à Munich, puis retourne à Wurtzburg en 1882 pour devenir le second et plus tard le premier assistant du professeur Carl Jakob Adolf Christian Gerhardt dans le département de médecine interne du Julius Hospital. Gerhardt devient son directeur de thèse et lui suggère son sujet. Le 27 octobre 1882, Escherich obtient son doctorat de médecine. Dans les deux années qui suivent, il assiste aux conférences de Vienne (avec Hermann von Widerhofer et Alois Monti) et travaille dans la recherche bactériologique à la clinique des enfants St Anna. En 1883, Escherich publie six articles sur des sujets cliniques mais non pédiatriques.  Durant ce semestre à St Anna, il s'intéresse notamment à la flore du lait maternel et à la microflore intestinale. En août 1884, il poursuit ses travaux de recherche à Munich où la pédiatrie a été établie en tant que département de la faculté de médecine. En octobre 1884, les autorités bavaroises, via Gerhardt qui le sélectionne, envoient Escherich deux semaines à Naples pour effectuer des recherches sur l'épidémie de choléra en cours avec Rudolf Emmerich de Munich. Theodor Escherich y observe très rapidement le Vibrio cholerae dans les fèces des patients et revient présenter ses résultats à Munich le 3 décembre 1884. Il se déplace aussi à Paris à la Salpêtrière, où il assiste aux cours du célèbre neurologue Jean-Martin Charcot.

### Travaux surBacterium coli commune

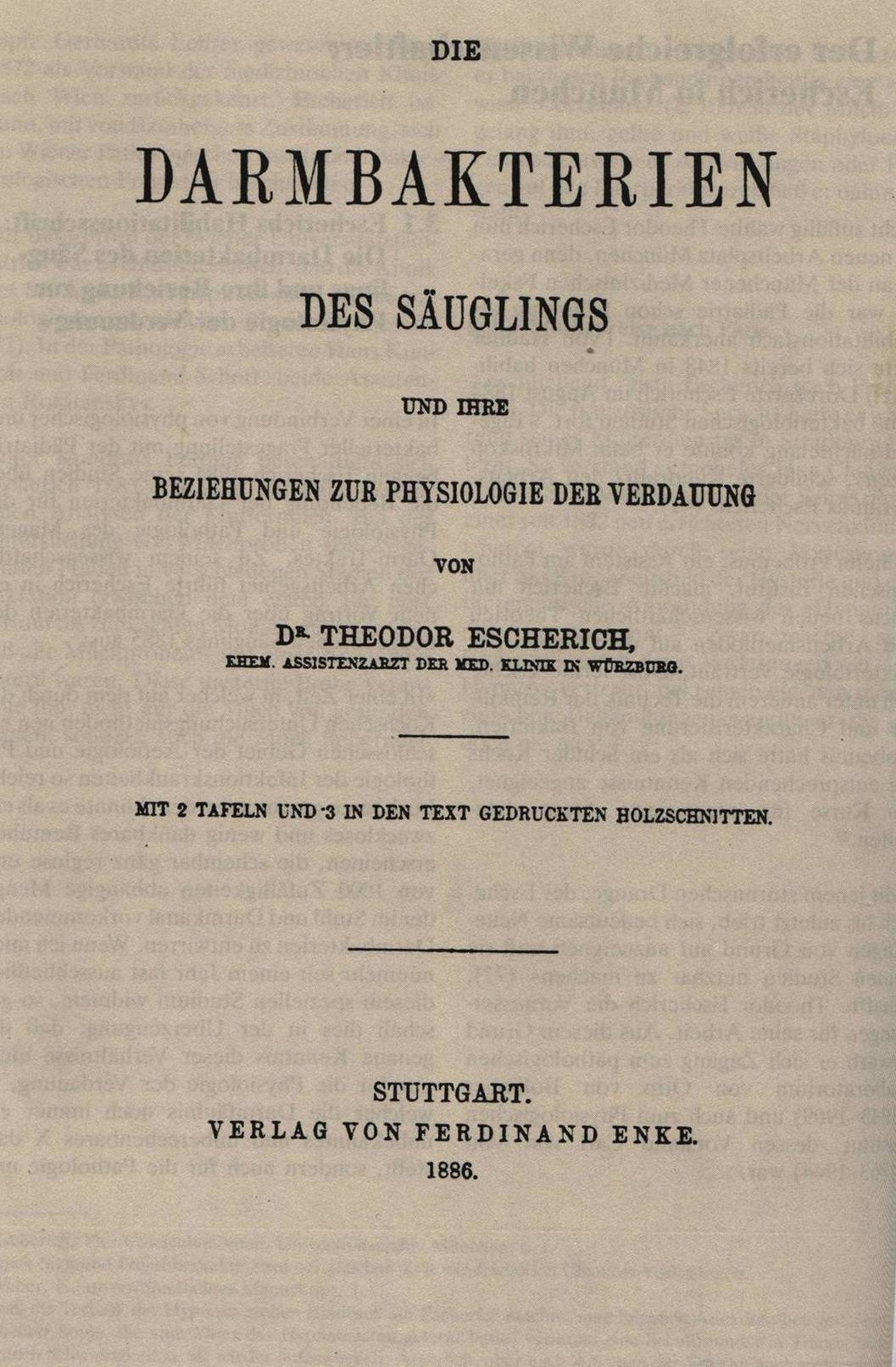
Titre de l'Habilitation d'Escherich

Depuis août 1884, Escherich prépare son habilitation à Munich. Ses travaux portent sur trois points principaux : définir la flore bactérienne normale du tractus intestinal de l'enfant, et ses changements juste après la naissance lui permettant de définir le rôle de celle-ci dans la digestion, et caractériser les relations de ces découvertes avec les pathologies des enfants.
Escherich apprend de Wilhelm Frobenius, les nouvelles techniques de culture et d'identification bactérienne. Frobenius les avait apprises lui-même de Robert Koch. Là où Julius Uffelmann a découvert deux types de bactéries dans des échantillons de selles d'enfants, Escherich en identifie 19 différentes dont des Campylobacter, des Pseudomonas et probablement Bacillus subtilis.
Dans les années qui suivent il décrit en détail la bactérie Bacterium lactis aerogenes désormais nommée Klebsiella pneumoniae. En 1885, il découvre la bactérie Bacterium coli commune qui deviendra connue sous le nom d'Escherichia coli,. Il la présente devant la Society for Morphology and Physiology de Munich le 14 juillet 1885.
En 1886, Escherich publie une monographie sur la relation entre les bactéries intestinales et la physiologie de la digestion chez le nourrisson. Cet ouvrage, présenté à la faculté de médecine de Munich et publié à Stuttgart, Die Darmbakterien des Säuglings und ihre Beziehungen zur Physiologie der Verdauung (1886) (Les entérobactéries du nourrisson et leur relation avec la physiologie de la digestion), devient son traité d'habilitation et l'institue en tant que bactériologiste de premier plan dans le domaine de la pédiatrie. La description du bacterium coli commune y figure.
Pendant les quatre années suivantes, Escherich travaille comme premier assistant de Heinrich von Ranke (de) à la Clinique des Enfants de Munich Von Haunerschek. En 1887, il devient aussi maître de conférence en pédiatrie à l'Université Louis-et-Maximilien de Munich.

### Professeur de pédiatrie (1890−1911)
En 1890, Escherich succède à Rudolf von Jaksch, qui a été appelé à Prague, comme professeur extraordinaire de Pédiatrie et directeur de la clinique des Enfants St Anna à Graz. Quatre ans plus tard, il y devient professeur ordinaire. C'est durant cette période à Graz qu'il épouse Margarethe Pfaundler (1890−1946), fille du physicien Leopold Pfaundler von Hadermur. De ce mariage sont nés un fils, Leopold (en 1893), décédé à l'âge de dix ans, et une fille Charlotte (appelée "Sonny") (née en 1895) et qui survécut au moins jusqu'aux années 1980.
Escherich a fait de l'hôpital pédiatrique une des institutions les plus connues d'Europe. De 1893 à 1895, il a beaucoup travaillé sur la diphtérie.
En 1902, Escherich succède à Hermann Widerhofer comme professeur à temps plein de pédiatrie à Vienne, où il dirige l'hôpital des Enfants St. Anna (St. Anna Children's Hospital). Tout comme à Graz précédemment, il y démontre ses qualités d'administrateur et sa capacité à moderniser l'institution qu'il dirige. À Vienne, ses travaux ont beaucoup porté sur la dysenterie, la tuberculose, l'allergie et la scarlatine.
Escherich devient encore plus connu en 1903 lorsqu'il fonde la société de défense de l'enfance Säuglingsschutz et qu'il commence une campagne de promotion de l'allaitement. En 1904, il est le seul pédiatre européen à être invité au congrès des Arts et des Sciences de Saint-Louis (USA). En 1906, l'Empereur François-Joseph le nomme Conseiller de la Cour et il est invité à plusieurs dîners à la Cour impériale. Peu de jours avant l'inauguration du nouvel Hôpital des Enfants de Vienne, il développe un mal de tête puis il se met à parler dans plusieurs langues lors de visites de différents services. Il meurt le lendemain à Vienne le 15 février 1911 de ce qui ressemble à un accident vasculaire cérébral.

## Publications
Escherich a publié au moins trois ouvrages d'importance médicale et environ 160 articles scientifiques.
- Theodor Escherich, Die Darmbakterien des Säuglings und ihre Beziehungen zur Physiologie der Verdauung, Stuttgart, F. Enke, 1886, 180 p. (lire en ligne)

## Distinctions
- 1894 — Membre Honoraire de la Société Pédiatrique de Moscou
- 1905 — Membre Honoraire de la American Pediatric Society
- 1905 — Membre de l'Académie des Sciences de St. Louis
- 1906 — Reçoit le titre de kaiserlich-königlicher Hofrat (Officier Impérial et Conseiller Royal privé)
- 1906 — Membre de l'académie de Médecine de Rome
- 1909 — Membre Honoraire Ligue de la Protection de la Première Enfance de Belgique